# Lumbrineris neozealaniae
Lumbrineris neozealaniae är en ringmaskart som beskrevs av McIntosh 1885. Lumbrineris neozealaniae ingår i släktet Lumbrineris och familjen Lumbrineridae. Inga underarter finns listade i Catalogue of Life.